# Tanacetum mindshelkense
Tanacetum mindshelkense là một loài thực vật có hoa trong họ Cúc. Loài này được Kovalevsk. miêu tả khoa học đầu tiên năm 1986.